# 豆仑
豆仑（？—492年），郁久闾氏。自号伏古敦可汗，為亞洲蒙古一帶古國柔然的第八任君主，豆仑是予成之子，於485年立，後來於492年8月遭叔父一派殺害奪位。
485年，予成卒，豆仑即位，改元太平，多次和北魏交战失利，部属多投靠北魏。487年，攻打高车阿伏至罗，兵败，东迁。属国焉耆、龟兹等西域诸国脱离柔然，归附嚈噠。492年，豆仑和叔叔那盖分道进击高车阿伏至罗，那盖屡胜，豆仑屡败。豆仑大失军心，柔然部众拥护那盖，于是杀死豆仑母子，立那盖为可汗。